# Лауренціу Рошу
Лауренціу Рошу (рум. Laurențiu Roșu, нар. 26 жовтня 1975, Ясси) — румунський футболіст, нападник.
Насамперед відомий виступами за бухарестську «Стяуа», низку іспанських команд та національну збірну Румунії.
П'ятиразовий чемпіон Румунії. Триразовий володар Кубка Румунії. 

## Клубна кар'єра
Народився 26 жовтня 1975 року в місті Ясси. Вихованець футбольної школи місцевого клубу «Політехніка».
У дорослому футболі дебютував 1993 року виступами за команду бухарестського клубу «Стяуа», в якій провів сім сезонів, взявши участь у 159 матчах чемпіонату. Більшість часу, проведеного у складі «Стяуа», був основним гравцем атакувальної ланки команди. П'ять років поспіль вигравав з командою титул чемпіона Румунії
Протягом 2000—2004 років захищав кольори команди іспанського клубу «Нумансія».
Своєю грою за останню команду привернув увагу представників тренерського штабу іншого іспанського клубу «Рекреатіво», до складу якого приєднався 2004 року. Відіграв за клуб з Уельви наступні чотири сезони своєї ігрової кар'єри. Граючи у складі «Рекреатіво» також здебільшого виходив на поле в основному складі команди. 2006 року допоміг команді перемогти у другому дивізіоні іспанського чемпіонату і пробитися до елітної Ла Ліги.
Завершив професійну ігрову кар'єру в іспанському «Кадісі», за команду якого виступав протягом 2008—2009 років.

## Виступи за збірну
1998 року дебютував в офіційних матчах у складі національної збірної Румунії. Протягом кар'єри у національній команді, яка тривала 10 років, провів у формі головної команди країни 38 матчів, забивши 5 голів.
У складі збірної був учасником чемпіонату Європи 2000 року у Бельгії та Нідерландах.

## Титули і досягнення
- Чемпіон Румунії (5):

«Динамо» (Бухарест):  1993–94, 1994–95, 1995–96, 1996–97, 1997–98
- Володар Кубка Румунії (3):

«Стяуа»:  1995–96, 1996–97, 1998–99
- Володар Суперкубка Румунії (3):

«Стяуа»:  1994, 1995, 1998